# Estatua ecuestre de Cosme I de Médici
La estatua ecuestre de Cosme I de Médici es una obra de Giambologna situada en la Piazza della Signoria en Florencia. 
La estatua fue encargada por Fernando I de Médici, para honrar a su padre, que fue el primer Gran Duque de Toscana, quien había fallecido hacía quince años.
Fue encargada en 1587 al escultor más importante de Florencia en aquel momento, Giambologna. El gran diseño con el paso de avanzar del caballo en una estatua de bronce ecuestre, fue la primera escultura ecuestre más importante que se logró en Florencia. 
Juan de Bolonia para el importante encargo le fue necesaria una fundición especial dedicada para la obra de tan gran dimensión. Tuvo como modelo más cercano la obra de Donatello en Padua y en Venecia, aunque para la cabeza del caballo se fijó en la escultura del caballo etrusco que estaba en las colecciones de los Médici y ahora se encuentra en el Museo Arqueológico Nacional de Florencia.
En 1591 el caballo estaba listo y fue fundido de una sola vez. En 1594 la obra fue finalizada completamente, con la figura del Gran Duque y el pedestal de mármol, en la que se colocaron tres bajorrelieves que representan los episodios más destacados de su vida: La elección de Duque (en 1537), La conquista de Siena ( 1555) y El otorgamiento del título de Gran Duque (1569), cada uno con una cartela de explicativa en latín, del relieve que tenía en la parte superior. También en el pedestal se encuentra el símbolo del capricornio del escudo de Cosme en cuanto a figura de virilidad, un símbolo de grandeza y de líder, como la estrella en la constelación que está asociada con Amaltea y la cabra. En el lado este, otra inscripción en latín esculpida en bronce, que celebra las hazañas del Gran Duque.
La estatua tenía una gran reputación, y Giambologna recibió muchos encargos similares para otros monumentos ecuestres: en París el monumento a Enrique IV de Francia, encargado por su viuda María de Médici (destruido durante la Revolución Francesa), en Madrid, el de Felipe III de España (todavía en la Plaza Mayor), y en Florencia para el mismo Fernando I de Médici. Esta última obra, sin terminar al morir Juan de Bolonia, fue completada por su discípulo Pietro Tacca. 

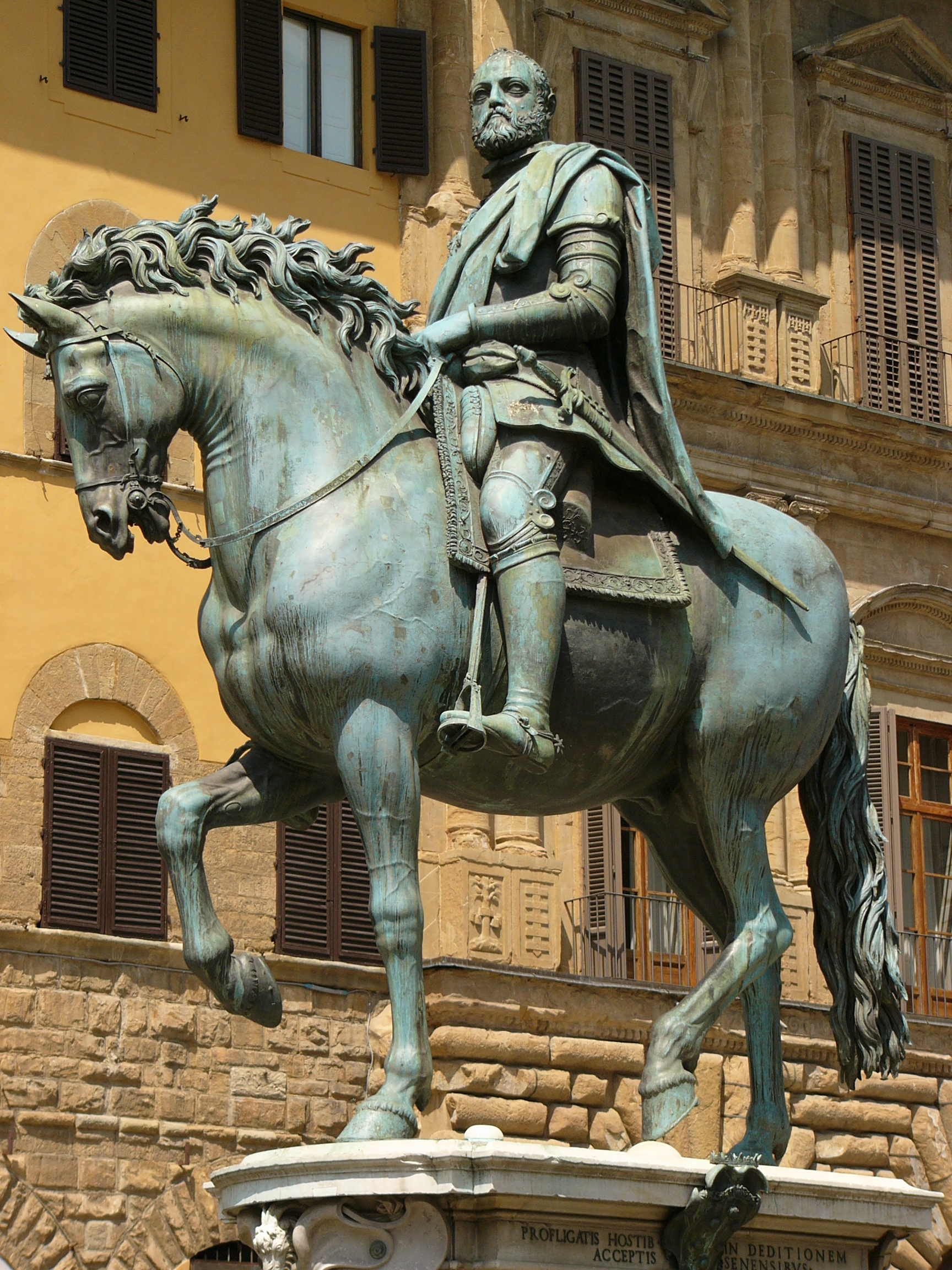
Perfil de la estatua.
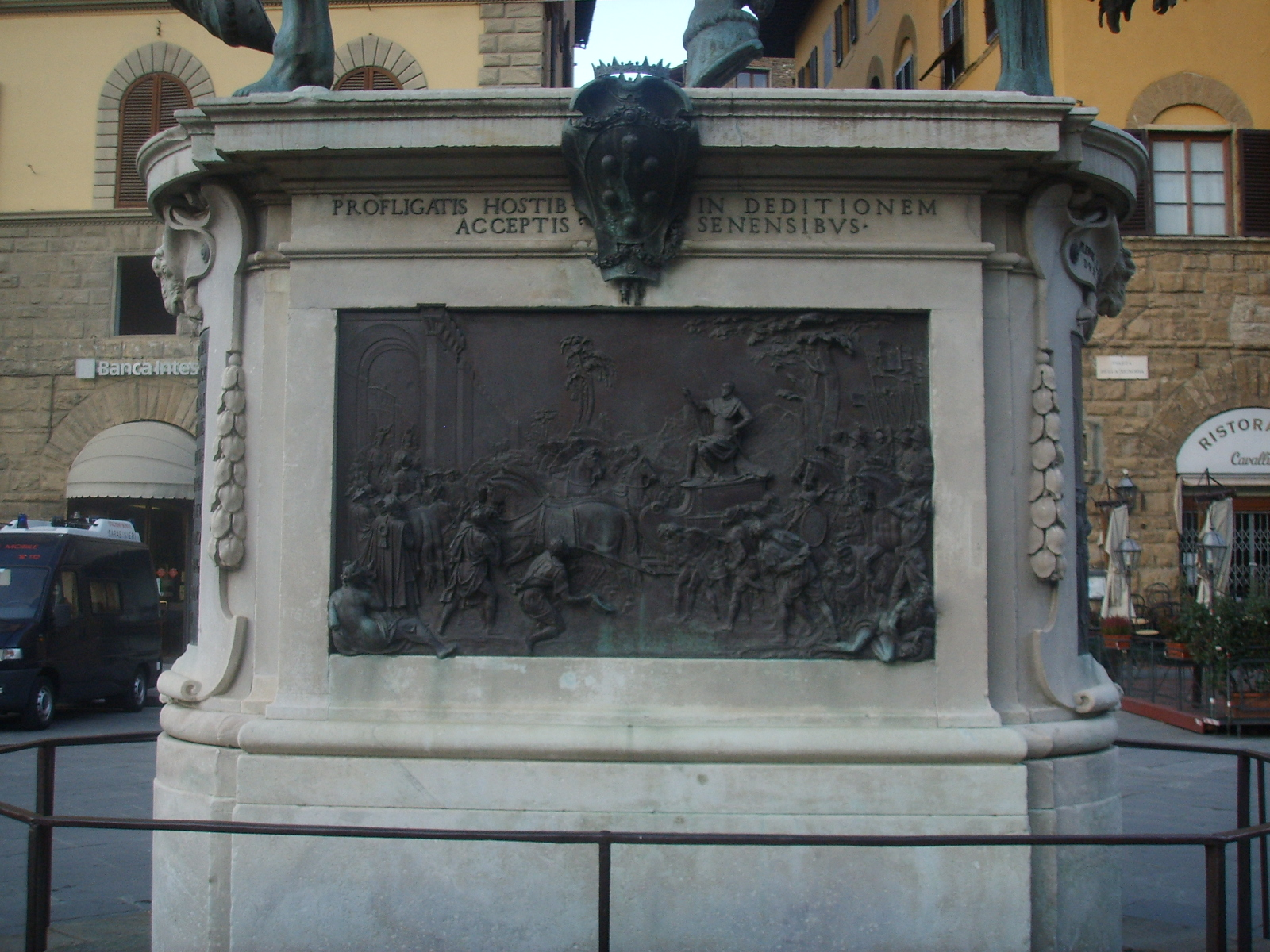
Relieve del pedestal.
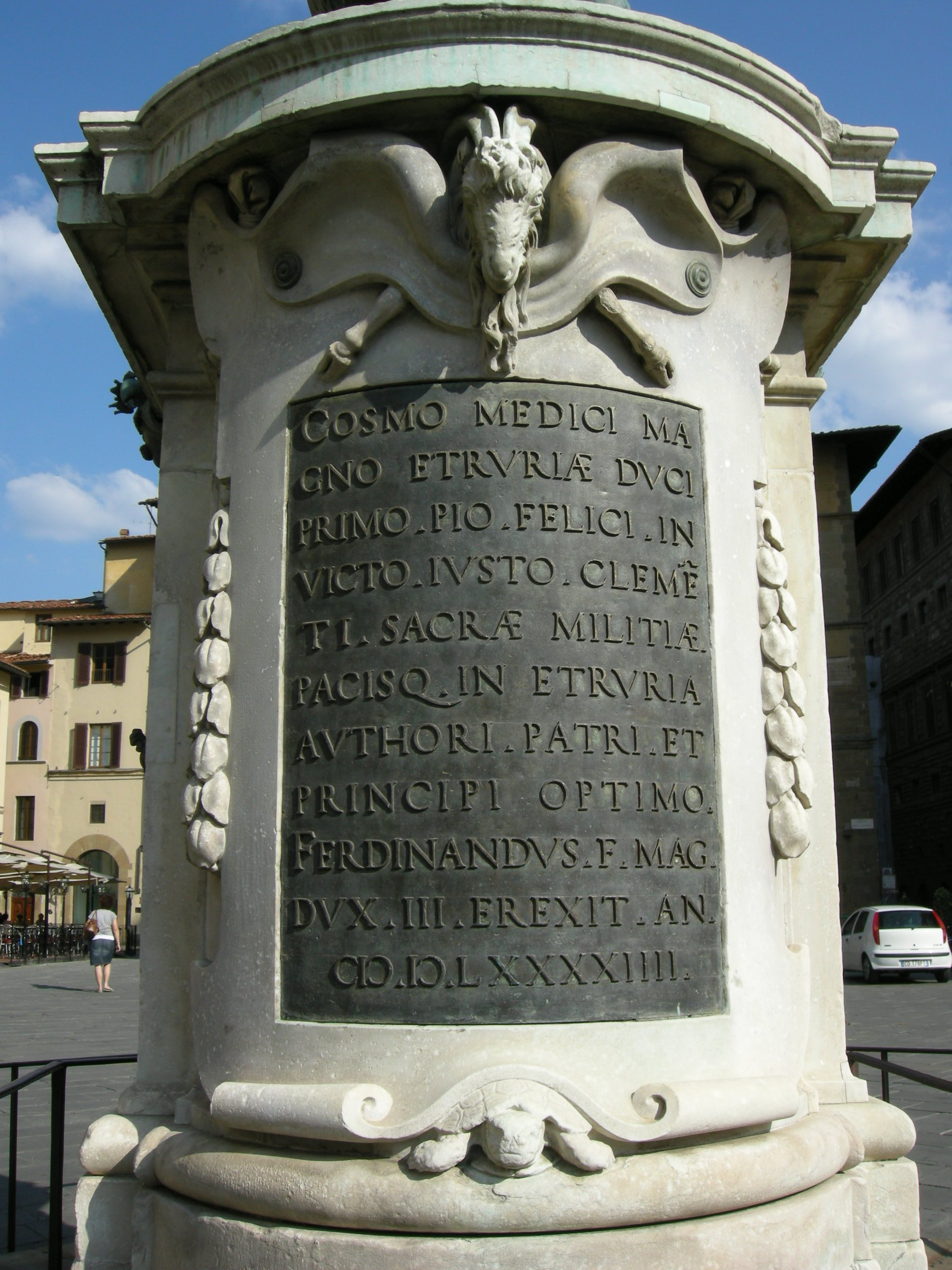
Inscripción en el pedestal.
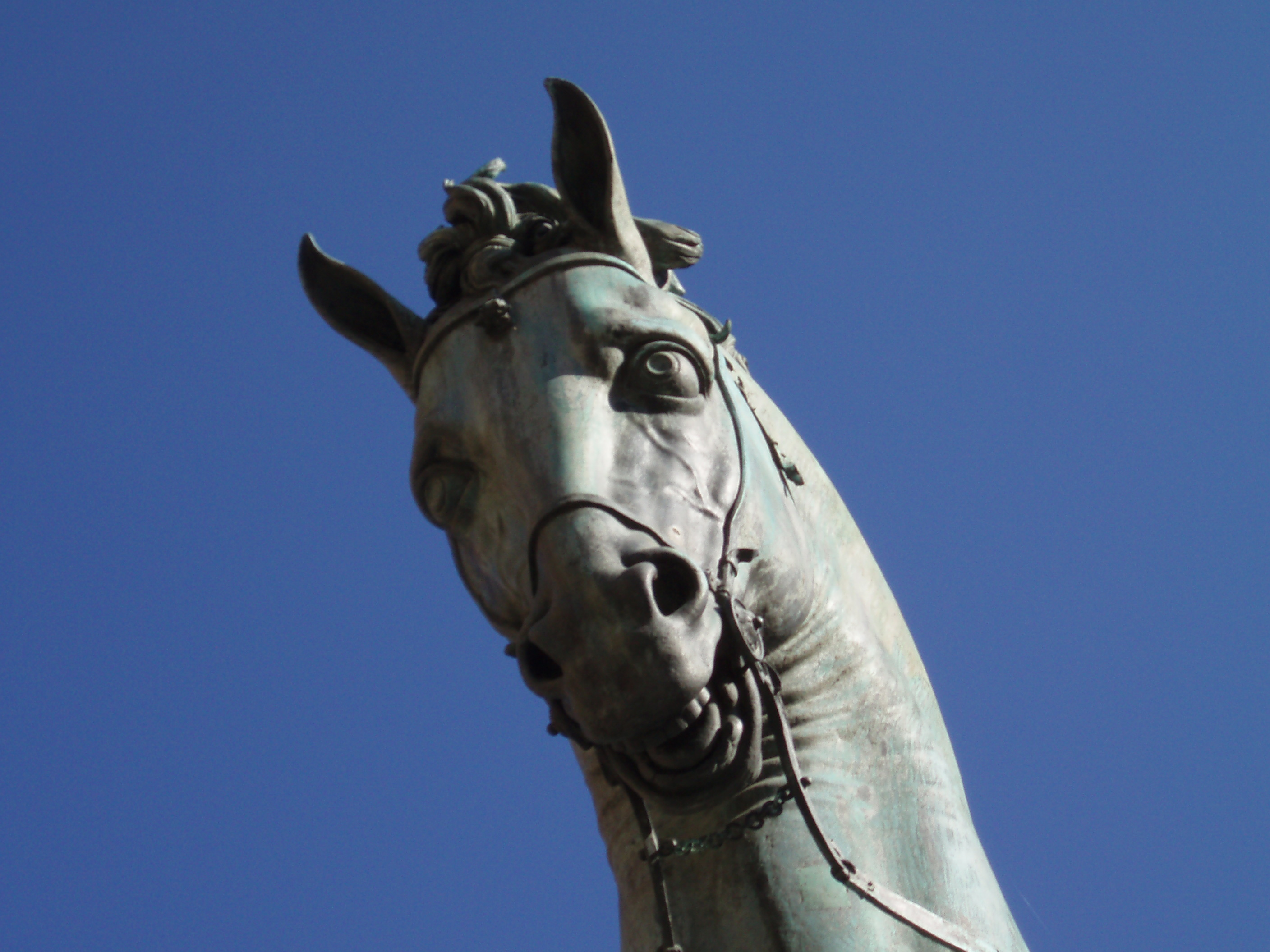
Detalle de la cabeza del caballo.